# Clinopodium candidissimum
Clinopodium candidissimum là một loài thực vật có hoa trong họ Hoa môi. Loài này được (Munby) Kuntze mô tả khoa học đầu tiên năm 1891.